# Hanover (Michigan)
Hanover – wieś w Stanach Zjednoczonych, w stanie Michigan, w hrabstwie Jackson.